# NGC 101

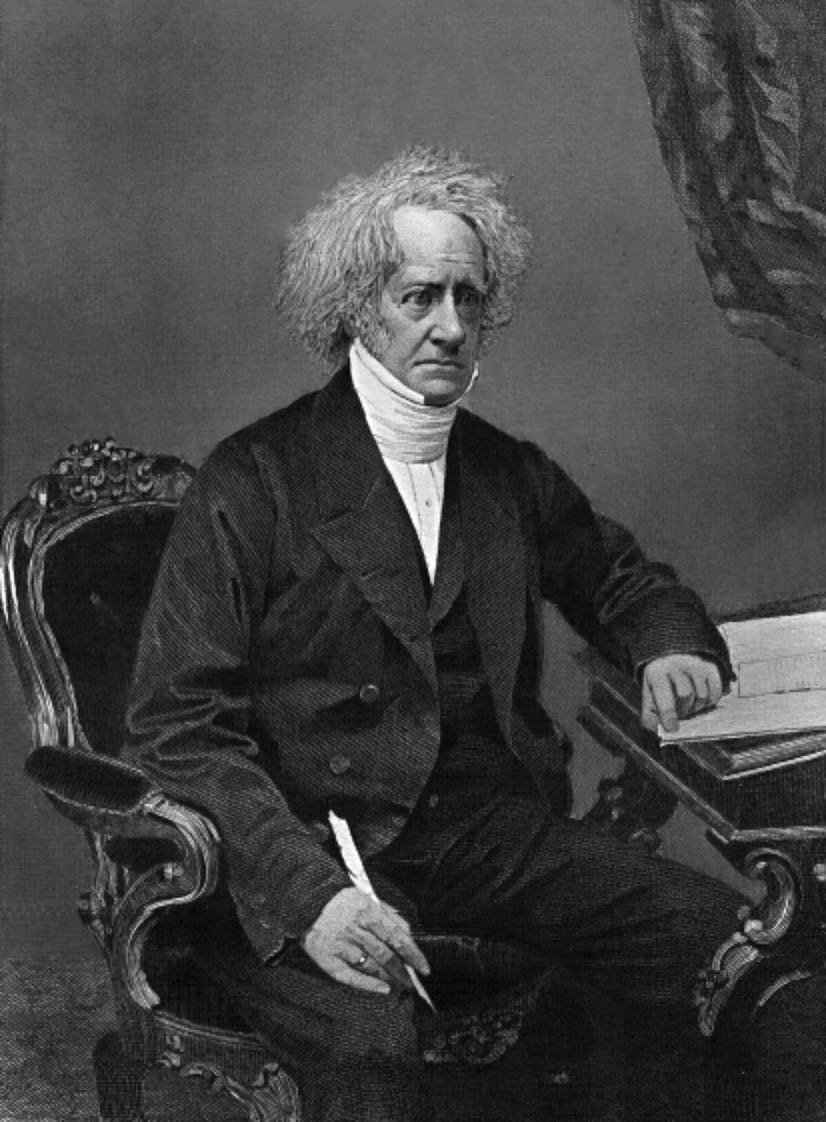
約翰·弗里德里希·威廉·赫歇爾

NGC 101是玉夫座的一個漩渦星系。星等為12.7，赤經為23分54.5秒，赤緯為-32°32'11"。在1834年9月25日首次被約翰·弗里德里希·威廉·赫歇爾發現。